# Tidjane Thiam
Tidjane Thiam (pronunciación en francés: /tidʒan tiam/ ; nacido el 29 de julio de 1962) es un hombre de negocios francés y marfileño y presidente ejecutivo de Freedom Acquisition Corp. Es recordado por haber sido el director ejecutivo (CEO) del extinto banco suizo Credit Suisse desde marzo de 2015 hasta febrero de 2020. Fue el director financiero del grupo bancario británico Prudential de 2007 a 2009, y luego su director ejecutivo hasta 2015. En 2019, Thiam se convirtió en miembro del Comité Olímpico Internacional (COI).
Nacido en una prominente familia política en Costa de Marfil, tiene doble ciudadanía marfileña y francesa. Estudió matemáticas avanzadas y física en Francia antes de unirse a la consultora de gestión McKinsey & Company en 1986, donde trabajó hasta 1994. De 1994 a 1999 trabajó primero en Costa de Marfil como director ejecutivo de la Oficina Nacional de Estudios Técnicos (BNETD). Después del golpe de Estado en Costa de Marfil de 1999, abandonó Costa de Marfil y reanudó su carrera en el sector privado y se reincorporó a la consultora McKinsey en París de 2000 a 2002, luego trabajó como alto ejecutivo para Aviva antes de ser contratado por Prudential.
En 2020, Thiam fue designado por los accionistas de la Fundación Kering para formar parte de la junta directiva, así como para ocupar el cargo de Presidente del Comité de Auditoría.

## Temprana edad y educación
Thiam nació en Costa de Marfil (Côte d'Ivoire) el 29 de julio de 1962. Es descendiente de dos familias prominentes de Senegal y Costa de Marfil. Por parte de su madre, es descendiente de la reina Yamousso, famosa porque la ciudad de Yamoussoukro, actual capital de Costa de Marfil, recibió ese nombre en su honor. La madre de Thiam, Marietou, era sobrina del jefe Félix Houphouët-Boigny, el fundador y primer presidente de Costa de Marfil.
Su padre, Amadou Thiam, era periodista, nació en Senegal y emigró a Costa de Marfil en 1947. Apoyó a Houphouët-Boigny en su proyecto de independencia de Costa de Marfil y sirvió más de diez años en el gabinete marfileño después de la independencia.
El tío de Tidjane, Habib Thiam, fue Primer Ministro de Senegal durante más de 10 años y también se desempeñó como Presidente de la Asamblea Nacional.
En 1982, Thiam fue el primer marfileño en aprobar el examen de ingreso a la École Polytechnique de París. En 1984 se graduó en la École Polytechnique y en 1986 en la École Nationale Supérieure des Mines de Paris, donde fue el primero de su clase. En 1986 se le ofreció una beca para estudiar un MBA en INSEAD y unirse al McKinsey Fellows Programme' en París. Recibió un MBA de INSEAD en 1988. En 1989 se tomó un año sabático de McKinsey para participar en el Programa de Jóvenes Profesionales del Banco Mundial en Washington D. C. Regresó a McKinsey en 1990, y trabajó, primero en la ciudad de Nueva York y luego en París.

## Dentro del gobierno de Costa de Marfil
En diciembre de 1993, murió el primer presidente de Costa de Marfil, Félix Houphouët-Boigny, y fue reemplazado por Henri Konan Bédié. En abril de 1994, a petición del nuevo presidente, Henri Konan Bédié, Thiam dejó Francia y la consultora McKinsey para volver a Abiyán y convertirse en el CEO de la Oficina Nacional de Estudios Técnicos y Desarrollo (BNETD), un organismo asesor económico y de desarrollo de infraestructura con más de 4.000 empleados, que reporta directamente al Presidente y al Primer Ministro. En ese cargo, que tenía rango ministerial, también manejaba negociaciones con el Fondo Monetario Internacional y el Banco Mundial. Thiam también fue un miembro clave del Comité de Privatización, a cargo de privatizar extensos activos estatales.
En agosto de 1998, además de su papel en Oficina Nacional de Estudios Técnicos y Desarrollo, donde se convirtió en presidente, Thiam se unió formalmente al gabinete y fue nombrado Ministro de Planificación y Desarrollo. En sus años en Costa de Marfil, Thiam promovió la participación del sector privado en el desarrollo de infraestructura. Realizó proyectos emblemáticos como la central eléctrica de Azito (nominada por el Financial Times como una de las decisiones de inversión exitosas más audaces del mundo), la renovación del aeropuerto de Abiyán y la construcción del puente Riviera-Marcory, cuya financiación fue concluida pocos días antes del golpe de 1999. La construcción de la obra recién fue iniciada en 2011, durante el gobierno de Alassane Ouattara. El puente, recién fue abierto al público en diciembre del 2014.
Thiam promovió activamente un extenso programa de privatización que llevó, entre 1994 y 1999, a Costa de Marfil a la cabeza de los países africanos. Durante este periodo se privatizó la teléfonía, servicios, generación de energía eléctrica, aeropuertos, ferrocarriles y muchas empresas del sector agrícola. En 1998, el Foro Económico Mundial en Davos lo nombró como uno de los 100 Líderes Globales para el Mañana, y en 1999 el Foro lo nombró miembro del Dream Cabinet. En diciembre de 1999, mientras Thiam estaba en el extranjero, el ejército marfileño tomó el control del gobierno. Thiam regresó al país, donde fue arrestado y recluido durante varias semanas. El nuevo jefe de Estado, el general Guéï, le ofreció el puesto de jefe de gabinete, pero él declinó y abandonó el país a principios de 2000.

## Trabajo en el sector privado

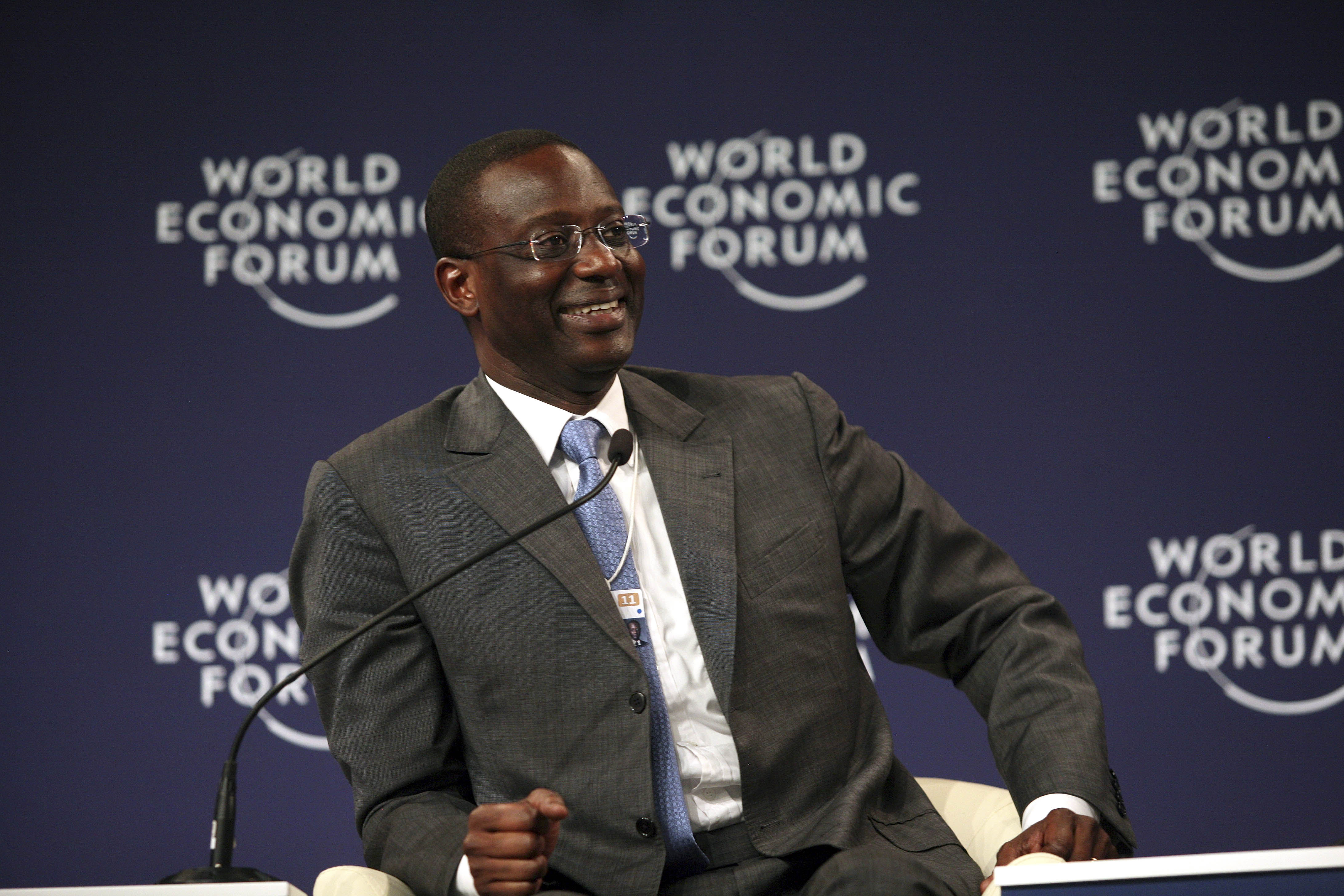
Thiam hablando en el Foro Económico Mundial en Dalian, China, 2011.

Al regresar a Europa, la consultora McKinsey le ofreció a Thiam una asociación en París, convirtiéndose en uno de los líderes de la práctica institucional de la compañía. En 2002 se incorporó a Aviva,. En un principio, fue director de estrategia y desarrollo del grupo, luego fue director gerente de Aviva International, director ejecutivo de Aviva Europe y director ejecutivo, formando parte del directorio de la Public limited company. En enero de 2007, después de que Richard Harvey anunciara que renunciaría como director ejecutivo de Aviva, Thiam fue señalado como un posible futuro líder del grupo. Thiam dejó Aviva en septiembre de 2007 para convertirse en director financiero de Prudential plc.

### Trabajo en Prudential plc
Thiam dejó Aviva en septiembre de 2007 para convertirse en director financiero de Prudential plc. En marzo de 2009, Thiam fue nombrado director ejecutivo, a partir de octubre, después de que Mark Tucker decidiera renunciar. El nombramiento lo convirtió en el primer africano en liderar una empresa que cotiza en el FTSE 100. Su salida del cargo se anunció el 10 de marzo de 2015.
Después de convertirse en director ejecutivo, Prudential lanzó una oferta por AIA, el ala asiática del American International Group, asolada por la crisis. A causa de la propuesta, algunos inversores se quejaban del precio de 35 500 millones de dólares que Prudential ofrecía pagar. La oferta finalmente fracasó, luego de que la junta de AIG rechazara una oferta más baja revisada. Más tarde, AIA comenzó a cotizar en la Bolsa de Valores de Hong Kong, y el valor de la empresa se elevó rápidamente por encima del precio de oferta original de Prudential. Thiam fue objeto de fuertes críticas personales tras el fracaso de la oferta, en parte como resultado de los costos incurridos por la empresa para llevar a cabo la oferta.
Fue reelegido como director ejecutivo en la AGM de mayo de 2011 con un 99,3 por ciento de los votos. El desempeño de la compañía desde la oferta parece no haber sido dañado por el fracaso de esta. En los primeros nueve meses de 2011, Prudential logró un aumento del 14 por ciento en las ganancias de nuevos negocios con respecto al mismo período de 2010, con un aumento total de las ventas de seguros del 10 por ciento, mientras que en sus resultados de todo el año para 2013, Prudential entregó una ganancia operativa IFRS de 2,95 £ mil millones, un 17 por ciento más que el año anterior. En marzo de 2013, la Autoridad de Servicios Financieros del Reino Unido multó a Prudential con 30 millones de libras esterlinas y censuró a su director ejecutivo, Thiam, por no informarle de sus planes para comprar AIA y por no tratar con la Autoridad de Servicios Financieros de manera abierta y cooperativa.
En noviembre de 2014, Thiam era miembro del Grupo Asesor Empresarial del Primer Ministro del Reino Unido; a partir de julio de 2015, la composición del grupo había cambiado y Thiam ya no era miembro. En el momento de su salida de Prudential, Thiam también era uno de los embajadores comerciales de UK Trade & Investment.

### Trabajo en Credit Suisse

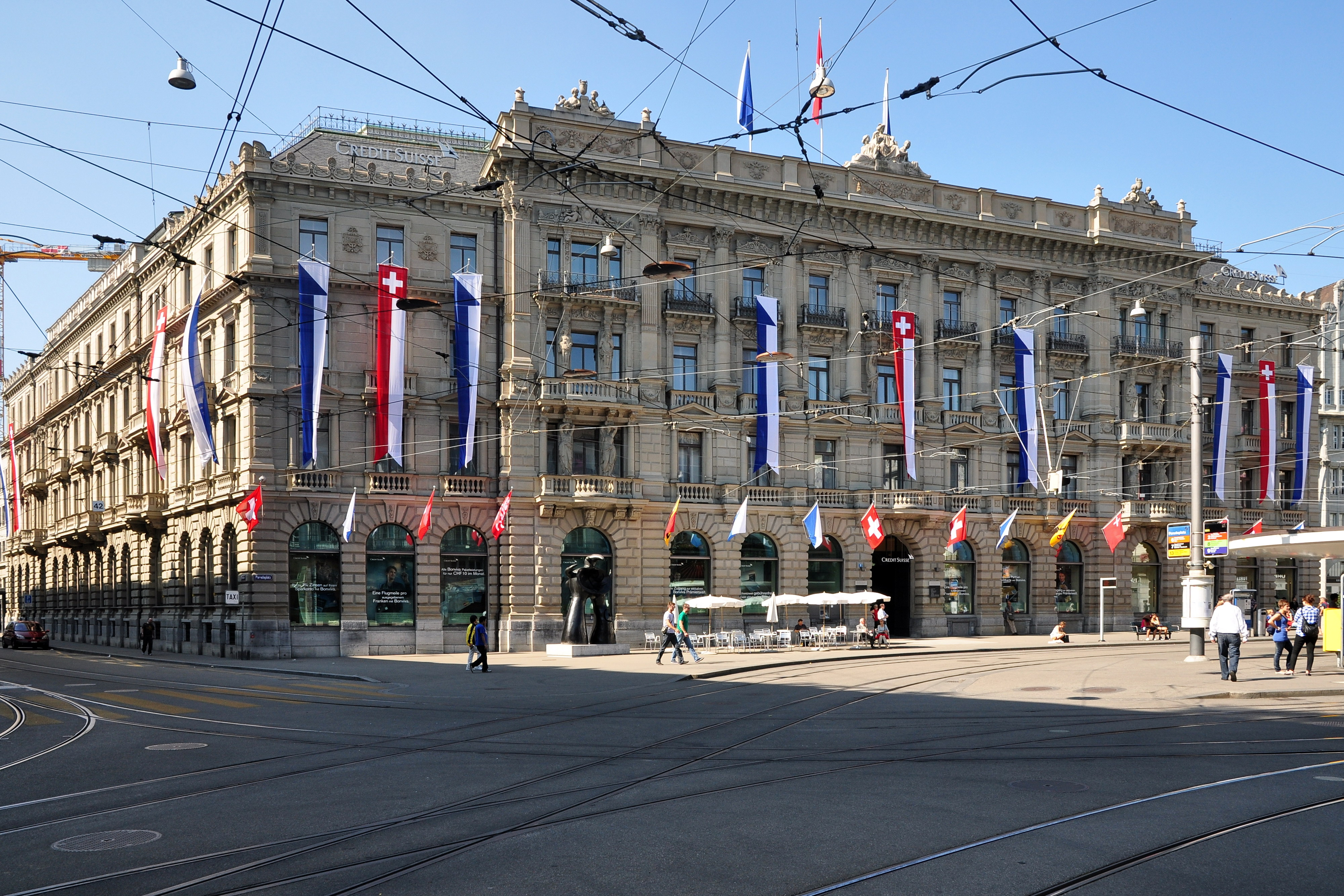
Thiam fue nombrado director ejecutivo de Credit Suisse en 2015.

Thiam fue nombrado director ejecutivo (CEO) del banco de inversión suizo y la empresa de servicios financieros Credit Suisse Group AG el 10 de marzo de 2015. Una hora después de que se anunciara su nombramiento, la acción de la empresa aumentó un 7,5 %. Durante sus primeros dos años, condujo al banco a través de un proceso de reestructuración que redujo costos y empleos. Se el compensó con USD 9,9 millones en 2016 y 10,2 millones $ en 2017. Originalmente, su pago estaba programado para ser de 11.2 millones $ en 2017, sin embargo, se redujo después de la "reacción violenta de los accionistas" (shareholder backlash).
De 2016 a 2019, bajo la dirección de Thiam, Credit Suisse amplió su negocio de gestión patrimonial y generó nuevos activos netos de 121 000 millones CHF (113 700 millones EUR), mientras que sus beneficios antes de impuestos de la gestión patrimonial crecieron dos dígitos (+15 %) durante cuatro años en seguidos, de 2.500 millones de euros en 2015 a 4.400 millones de euros en 2019. En marzo de 2018, Thiam detalló una nueva ruta de rentabilidad para la empresa. Por ese tiempo afirmó: "Hemos estado limpiando muchas operaciones indeseables que no deberíamos haber hecho. No hay forma de limpiar el pasado, dado el legado que tenemos, sin generar pérdidas. Tenemos operaciones rentables de la empresa.”

#### Escándalo y renuncia
En septiembre de 2019, se vio envuelto en un escándalo. Iqbal Khan, un exempleado de Credit Suisse que había sido transferido a UBS. Khan, exjefe de Gestión de Patrimonio de Credit Suisse, acusó a Thiam de enviar espías tras él. Se alega que los dos, que también eran vecinos, previamente se habían peleado por problemas personales. En octubre de 2019, Credit Suisse absolvió a Thiam de ordenar la vigilancia fallida. La investigación de Homburger presentó su informe a la junta de Credit Suisse y dijo que Pierre-Olivier Bouée (el director de operaciones de Credit Suisse en ese momento), no Thiam, había hecho el llamado de forma independiente para seguir a Khan. Bouée renunció, aunque desde entonces ha dicho que tiene la intención de demandar al banco. El jefe de seguridad global de Credit Suisse también renunció.
El 7 de febrero de 2020, Tidjane Thiam renunció en medio de una lucha de poder que siguió al escándalo de espionaje. En un comunicado, Thiam dijo: "No tenía conocimiento de la observación de dos ex colegas. Sin duda perturbó a Credit Suisse y causó ansiedad y dolor. Lamento que esto haya sucedido y nunca debería haber ocurrido”, dijo Thiam en el comunicado. El directorio de Credit Suisse aceptó la renuncia de Thiam por unanimidad. El Comité Olímpico Internacional declaró que el escándalo no afectaría su posición en el Movimiento Olímpico y, por lo tanto, no afectaría su membresía en el Comité Olímpico Internacional, que permanecerá hasta que Thiam alcance la edad de jubilación obligatoria de 70 años.
Los malos negocios realizados durante su gestión estallaron luego de su presidencia. Por ejemplo, la caída de Archegos Capital Management, le hizo perder a Credit Suisse 4.7 $ mil millones. Y el acumulado de malos negocios condujo a la bancarrota y posterior adquisición por UBS.

## Desarrollo internacional

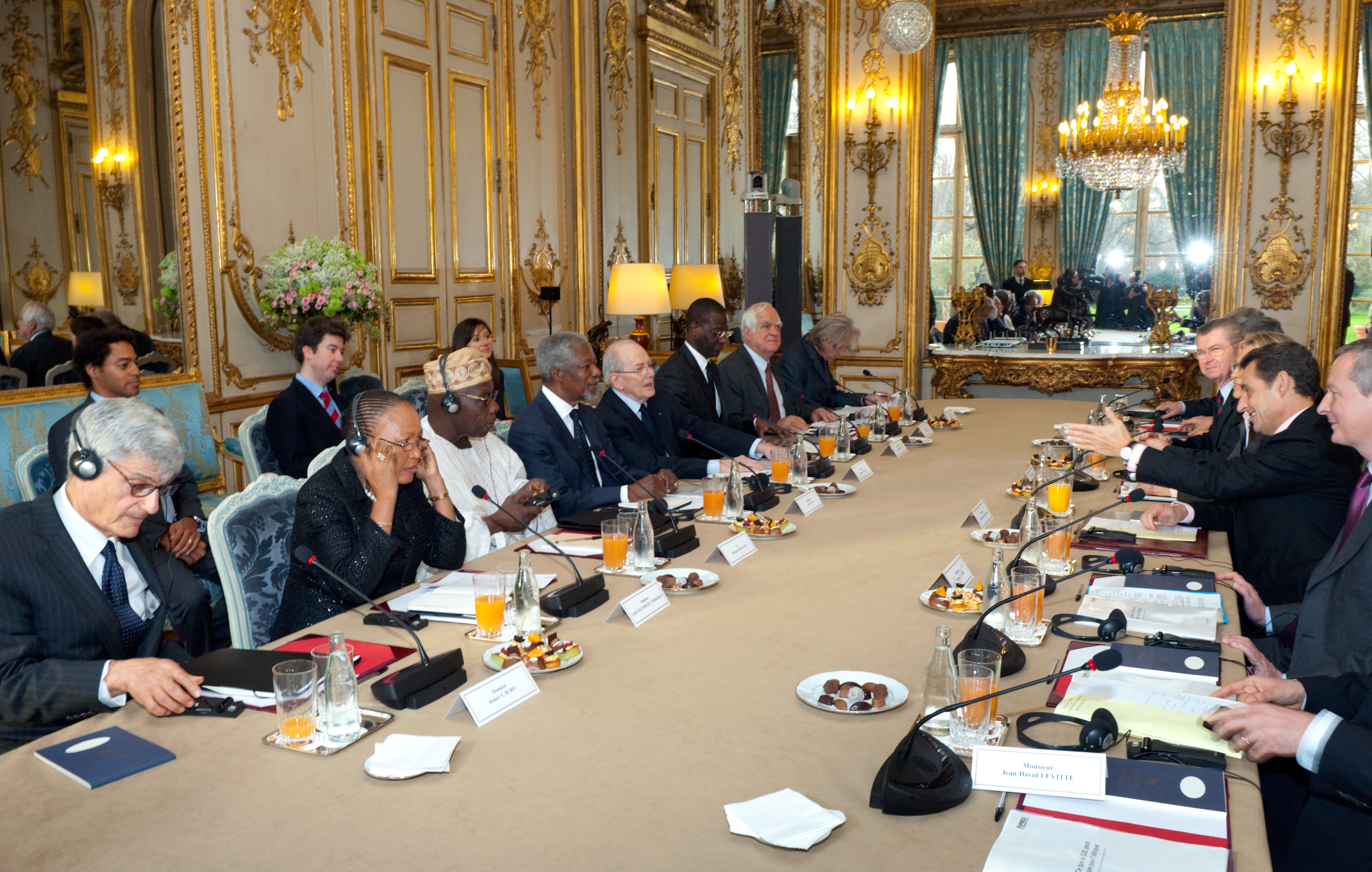
Thiam (noveno a la izquierda) en una reunión con Africa Progress Panel, 2011

En octubre de 1999, James Wolfensohn nombró a Thiam como uno de los 20 miembros del Consejo Asesor Externo del Instituto del Banco Mundial, en el que el Instituto confía para recibir asesoramiento y orientación. Thiam es miembro del Africa Progress Panel (APP), un grupo de diez personas distinguidas que defienden al más alto nivel el desarrollo equitativo y sostenible en África.
En enero de 2011, Thiam fue nombrado presidente del Panel de Alto Nivel sobre Inversión en Infraestructura del G20. Establecido por la cumbre del G20 de Seúl en 2010, el panel fue una agrupación de figuras de las principales instituciones financieras y agencias de desarrollo a las que se les encomendó la tarea de producir propuestas concretas para alentar la inversión del sector privado en proyectos de infraestructura en economías emergentes. El panel presentó su informe a la cumbre del G20 en Cannes en noviembre de 2011. En 2013, Thiam fue uno de los autores de “A Partnership for the Future”, un informe elaborado a petición del Ministro francés de Economía y Finanzas por cinco expertos políticos y económicos franceses y francoafricanos. El informe establece propuestas para construir una nueva asociación económica basada en una relación comercial entre Francia y el continente africano, en particular los países del África subsahariana.
En noviembre de 2020, el gabinete de Ruanda le designó como cabeza de la junta del Rwanda Finance Limited. A principios de 2021, fue designado por el G20 para el Panel Independiente de Alto Nivel (HLIP, por sus siglas en inglés) sobre la financiación de bienes comunes globales para la preparación y respuesta ante pandemias, copresidido por Ngozi Okonjo-Iweala, Tharman Shanmugaratnam y Lawrence Summers.

## Premios y honores
Thiam fue presidente de la Asociación de Aseguradores Británicos entre el 3 de julio de 2012 y el 1 de octubre de 2014. Thiam es miembro del Consejo Empresarial Internacional del Foro Económico Mundial. Fue director no ejecutivo de la empresa química francesa Arkema hasta noviembre de 2009. En 2007, Thiam fue elegido alumno del año de INSEAD por la Asociación de Antiguos Alumnos de Insead. En 2009, fue nominado como uno de los "50 alumnos que cambiaron el mundo" como parte de la celebración del 50 aniversario de INSEAD y sus 38 000 graduados. Fue clasificado como el número uno tanto en 2010 como en 2011 por la publicación anual Powerlist, que clasifica a los 100 africanos más influyentes en el Reino Unido.
En julio de 2011, el gobierno francés otorgó a Thiam el rango de Caballero de la Légion d'honneur en reconocimiento a su importante contribución a la vida civil durante más de 20 años. En 2013, fue galardonado con el Grand Prix de l'Économie, organizado por Les Échos y Radio Classique, en sociedad con la firma de abogados Freshfields Bruckhaus Deringer.
En julio de 2018, la revista de negocios y finanzas Euromoney nombró a Thiam "Banquero del año 2018", citando su "plan radical de tres años" que había "reinventado" Credit Suisse.

## Vida personal
Tidjane estaba casado con Annette Anthony Thiam, una abogada afroestadounidense que trabajaba para Joe Biden, y tienen dos hijos. El hijo mayor de Tidjane, Bilal Thiam, murió de cáncer en mayo de 2020 a la edad de 24 años.
Tidjane y Annette se separaron en 2015 y se divorciaron en 2016. Tiene doble ciudadanía: de Costa de Marfil y Francia, habla inglés, francés y alemán con fluidez.
El 7 de febrero de 2025, Tidjane Thiam anunció que había renunciado a su nacionalidad francesa para poder presentarse a las elecciones presidenciales del 25 de octubre de 2025.
El 22 de abril de 2025, fue eliminado del censo electoral, y un tribunal determinó que había perdido su ciudadanía marfileña al adquirir la francesa en 1987.